# Paranebris
Paranebris is een geslacht van straalvinnige vissen uit de familie van ombervissen (Sciaenidae).